# Ted Grant
Pour les articles homonymes, voir Grant.
 (février 2020).
Si vous disposez d'ouvrages ou d'articles de référence ou si vous connaissez des sites web de qualité traitant du thème abordé ici, merci de compléter l'article en donnant les références utiles à sa vérifiabilité et en les liant à la section « Notes et références ».
Edward « Ted » Grant (de son vrai nom Isaac Blank), né le 9 juillet 1913 à Germiston en Union d'Afrique du Sud et mort le 20 juillet 2006 à Londres au Royaume-Uni, était un homme politique et militant trotskiste.
Ted Grant se définissait lui-même comme marxiste, léniniste et trotskiste. Théoricien et militant révolutionnaire, il est le principal fondateur du mouvement trotskiste Tendance marxiste internationale qui encourage ses membres à s'organiser en tendance dans les partis communistes, ou sociaux-démocrates, s'il n'existe plus de parti communiste. La section française de cette internationale est le Parti communiste révolutionnaire, qui publie le journal Révolution, tandis que sa section québécoise est La Riposte socialiste.

## Biographie

### 1913-1934: les débuts en Afrique du Sud
Ted Grant est né sous le nom de Isaac Blank le 9 juillet 1913 à Germiston en Afrique du Sud où son père s'était installé après avoir fui la Russie tsariste au XIXe siècle. Ses parents divorcèrent alors qu'il était très jeune et il fut élevé par sa mère d'origine française. Pour subvenir à leurs besoins, sa mère du prendre des colocataires pour payer le loyer.
C'est l'un de ces colocataires, Ralph Lee qui initiera le jeune Isaac aux idées du trotskisme. Ils discutent souvent politique ensemble et Ralph fournit à son jeune protégé des copies de The Militant, le journal de la Ligue communiste d'Amérique, organisation trotskiste américaine.
En 1934, il participe avec Ralph à la création de la Ligue Bolchévik-Léniniste d'Afrique du Sud qui ne tardera pas à fusionner avec d'autres courants communistes pour fonder le Parti Ouvrier d'Afrique du Sud. La même année, Isaac, Ralph et leur camarade Max Basch décident de partir à Londres où ils pensent avoir de meilleures perspectives pour leur mouvement,.

### 1935-1944: les débuts au Royaume-Uni et laSeconde Guerre mondiale
Durant son voyage, Isaac Blank change son nom en Edward Grant mais sera toujours appelé Ted. Il fait également une étape en France pour rencontrer Lev Sedov, le fils de Trotsky.
En Angleterre, il se lance dans l'activité politique. Il participe à la célèbre « bataille de Cable Street », où 100 000 travailleurs britanniques dressent des barricades pour barrer la route à une manifestation de l'Union britannique des fascistes, dirigée par Oswald Mosley. Les 7 000 « chemises noires » sont mises en déroute et ne se relèveront jamais de cette riposte ouvrière.
Ted appartient à une organisation, connue sous le nom de « Groupe Militant », numériquement peu importante. À la fin de 1937 il participe à la formation de la Workers International League (WIL), qui ne fut pas admise dans la Quatrième Internationale en 1938 à cause de divergences avec d'autres groupes se réclamant de Trotsky sur le territoire britannique.
La WIL connut une croissance régulière de ses effectifs. Les années 1943 et 1944 voient se dérouler le plus grand mouvement de grève depuis la grève générale de 1926. Dans ce contexte, la WIL, dont Ted Grant est le secrétaire national, étend son influence dans les syndicats et recrute une nouvelle couche de militants ouvriers expérimentés. La WIL a également gagné une influence importante dans les forces armées, et notamment dans les « parlements de soldats » qui existaient dans la 8e armée, en Libye et en Égypte, ainsi que dans la Royal Air Force,. Pendant ce temps là, la Revolutionnary Socialist League (RSL) section officielle de la Quatrième Internationale, adopte une orientation pacifiste en contradiction avec la direction de la Quatrième Internationale qui prône la formation de conseils de soldats et le renversement révolutionnaire des régimes bourgeois pour mettre fin à la guerre.
Dès lors, le secrétariat International de la Quatrième Internationale se met en relation avec la WIL et Ted Grant.

### 1945-1950: participation au Revolutionnary Communist Party
Après la Seconde Guerre mondiale, la direction de la Quatrième Internationale souhaite intégrer la WIL au sein de l'Internationale. Pour contourner le problème posé par l'existence d'une section officielle déjà existante, la RSL, le Secrétariat International fait pression sur cette dernière pour qu'elle accepte de fusionner avec la WIL. De cette fusion naît le Revolutionnary Communist Party (RCP), nouvelle section officielle de la Quatrième Internationale.
La direction du RCP intègre des dirigeants des deux anciennes organisations et le travail en commun se déroule raisonnablement bien dans un premier temps. Mais en 1947, l'organisation éclate sur la question de l'entrisme dans le Labour Party. Le groupe de Gerry Healy scissionne pour continuer à mener un travail d'entrisme dans le Labour. Ted Grant, pourtant favorable à l'entrisme, reste membre du RCP dans l'idée de préserver l'unité du parti. La Quatrième Internationale ainsi que la majorité du RCP, pensait qu'après la Seconde Guerre mondiale les travailleurs perdraient toute confiance dans le réformisme et dans le stalinisme et rejoindrait en masse les sections de la Quatrième. Devant l'échec de cette prévision, il apparait évident que le RCP doit prendre une nouvelle orientation.
Une majorité dont Ted Grant fait partie pense désormais qu'il faut s'orienter vers l'entrisme dans les organisations de masse du mouvement ouvrier, c'est-à-dire le Labour Party au Royaume-Uni. Une minorité s'y oppose absolument. Sous la pression du Secrétariat International, les dirigeants du RCP décident de dissoudre le parti en 1949 pour rejoindre le groupe de Gerry Healy et participer à son travail d'entrisme dans le Labour. Grant se joint à eux tout en ayant de sérieuses réserves sur la personnalité de Healy qu'il juge bureaucratique.
Il ne se trompait pas, lors du débat sur les régimes de l'est de l'Europe les partisans de Tony Cliff défendent l'idée que l'URSS est désormais sous un régime de capitalisme d'État et que les pays d'Europe de l'Est le sont également. Ils sont exclus par Healy pour cela et lorsque Ted Grant, qui n'est pourtant pas d'accord avec eux sur le plan théorique, s'oppose à leur exclusion, il est à son tour exclu.

### 1951-1990: progression dans le Parti travailliste
Après son exclusion, Ted Grant crée une nouvelle petite tendance au sein du Labour Party qui se nomme International Socialist Group avant de reprendre le nom de Revolutionnary Socialist League, qui sera reconnu section officielle de la Quatrième Internationale de 1957 à 1965. En 1964 sort le premier numéro du journal Militant, qui se présente officiellement comme le journal de la tendance marxiste et trotskiste du Labour Party. Dès lors, l'organisation de Ted Grant sera connu sous le nom de Militant Tendency.
En 1974, considérant que la quatrième Internationale est irrémédiablement dégénérée, avec d'autres groupes de militants issus de la Quatrième Internationale qui partagent ses idées, la Militant Tendency fonde le Comité pour une Internationale ouvrière (CIO).
Le groupe mené par Ted Grant progresse lentement au départ mais acquiert petit à petit un poids significatif au sein du Labour jusqu'à déranger la direction du parti. Grant et quatre autres membres de la rédaction de Militant sont exclus du Labour. Cela n'arrêtera pas pour autant la croissance de la tendance,.
En 1985, la Militant Tendency réalise son plus grand exploit électoral en prenant la majorité au conseil municipal de Liverpool, une des plus grandes villes du pays et un des bastions de la contestation sociale au Royaume-Uni.
En 1990, le groupe rencontre le plus grand succès de son histoire par son action déterminante dans le mouvement contre la Poll tax, l'un des plus grands mouvements de contestation populaire britannique de la deuxième moitié du XXe siècle. Obligée de retirer sa taxe, Margaret Thatcher doit démissionner à la suite de ce mouvement.

### 1991-1993: éviction de laMilitant Tendency
Au début des années 1990, en raison de l'acharnement de la direction du Parti travailliste contre les membres de la Tendance Militante et de la croissance forte de l'organisation (7 000 à 8 000 membres revendiqués en 1991), un débat nait dans l'organisation sur l'opportunité de quitter le Parti travailliste pour fonder un nouveau parti.
Lors d'un référendum interne en 1992, les tenants de cette dernière option menés par Peter Taaffe emportent la majorité avec 93 % des voix. Les 7 % restants, menés par Ted Grant vieillissant et Alan Woods décident de se maintenir en tant que groupe marxiste au sein du Parti travailliste et se regroupent autour du journal Socialist appeal,.

### 1994-2006: la Tendance marxiste internationale (TMI)
Pendant que Peter Taaffe et ses partisans créent leur propre parti politique, le Socialist Party of England and Wales ; Ted Grant, Alan Woods et leurs camarades poursuivent le travail d'entrisme au sein du Parti travailliste et lancent le Comité pour une Internationale marxiste.
L'organisation fondée par Ted Grant au niveau international possède la même stratégie que celui-ci au Royaume-Uni : diffuser les idées du marxisme dans le mouvements ouvrier par l'adhésion aux partis ouvriers communistes ou sociaux-démocrates en formant des tendances marxistes en leur sein.
Pour mieux correspondre à cette orientation, l'organisation change son nom en Tendance marxiste internationale (TMI) en 2006.

### Fin de sa vie et décès
Toujours fidèle aux idéaux de Marx, Lénine et Trotsky, Ted Grant même très âgé continue son combat pour l'instauration d'une société socialiste et écrit régulièrement pour Socialist Appeal ou pour la TMI. Il laisse néanmoins Alan Woods prendre les rênes de sa nouvelle organisation internationale.
Il meurt au Royaume-Uni le 20 juillet 2006 à l'âge de 93 ans.